# Neckera cyathocarpa
Neckera cyathocarpa là một loài rêu trong họ Neckeraceae. Loài này được Hampe ex Müll. Hal. mô tả khoa học đầu tiên năm 1897.
Danh pháp khoa học của loài này chưa được làm sáng tỏ. 